# Dunbar’s Close Garden

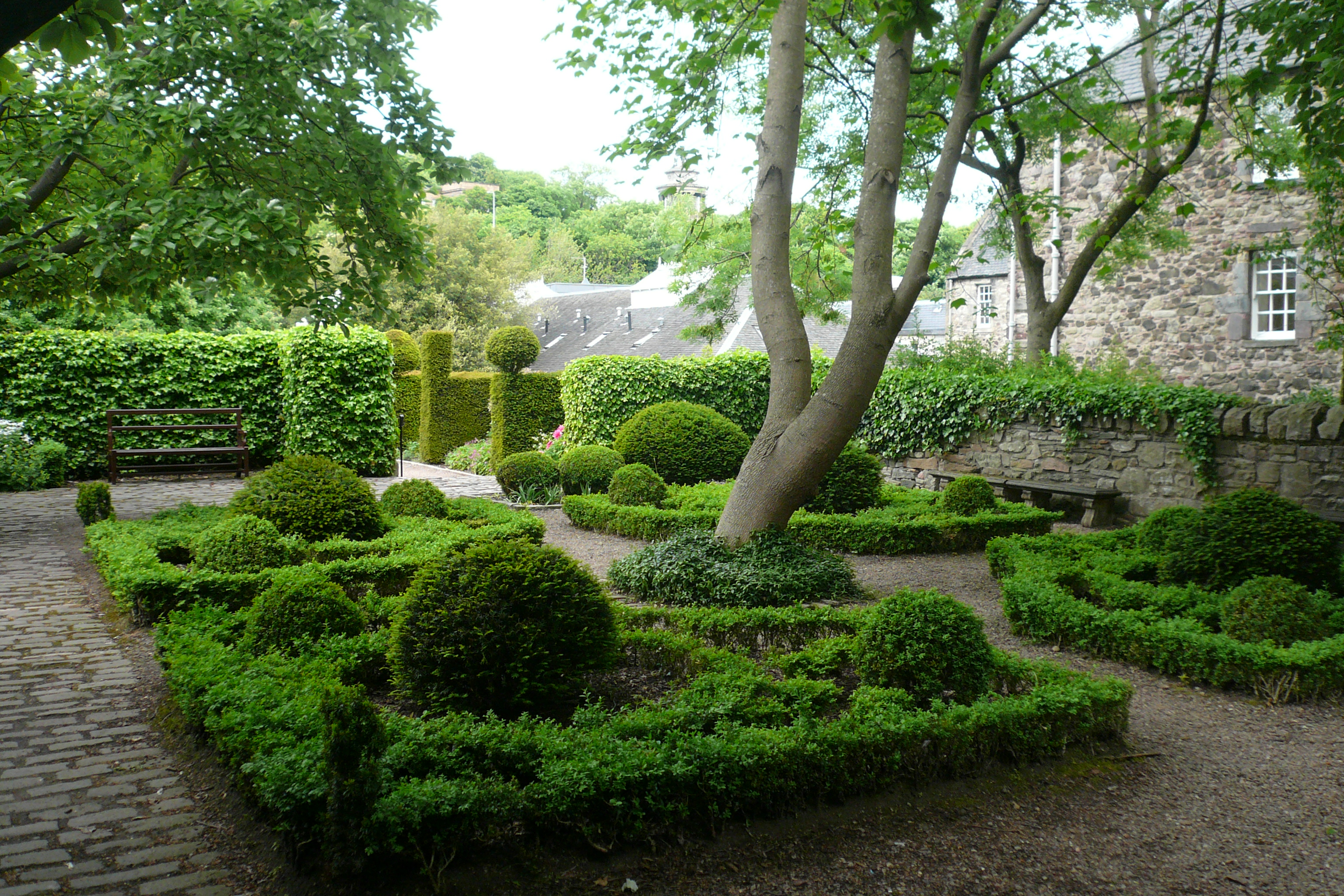
Eingangskompartiment des Gartens

Dunbar’s Close Garden ist ein kleiner Garten in einem Hinterhof der Altstadt von Edinburgh. Die aus mehreren Teilgärten bestehende Anlage ist weitgehend formal gestaltet. Sie wurde im 19. Jahrhundert von Patrick Geddes, einem schottischen Botaniker, entworfen. Nach einer Phase der Verwilderung und des Verfalls rekonstruierte der Mushroom Trust die Anlage und machte sie der Stadt zum Geschenk.

## Lage und Name
Der kleine, öffentlich zugängliche Garten befindet sich unmittelbar östlich der Canongate Kirk. Seinen Namen trägt er nach der schmalen Gasse Dunbar’s Close, die von der Canongate, Teil eines Royal Mile genannten Straßenzuges, abzweigt (bei Nummer 137). Die enge Straße, Close bedeutet schottisch so viel wie Hausdurchfahrt (zum Hof), wurde mutmaßlich nach dem Anwalt David Dunbar benannt, der im 17. Jahrhundert zu beiden Seiten der Gasse Gebäude besaß.

## Geschichte

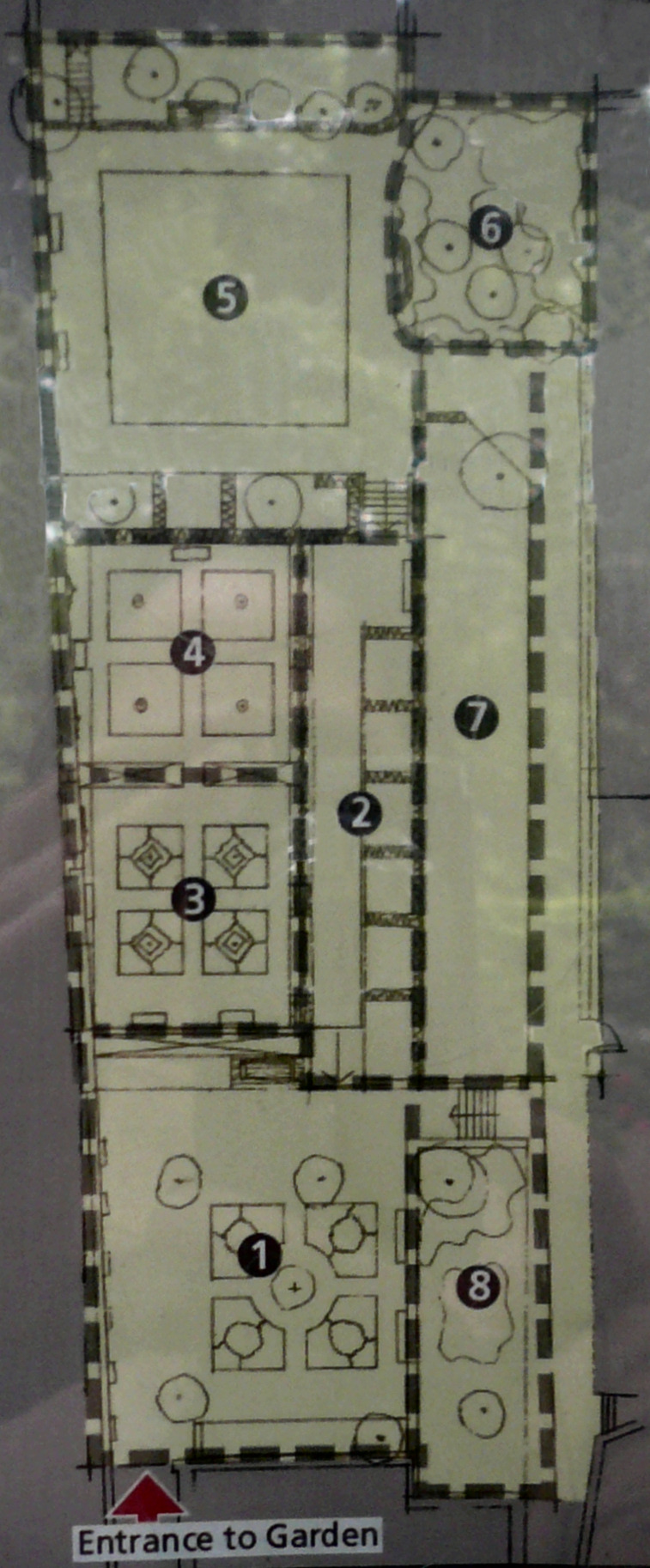
Grundriss des Gartens

Patrick Geddes galt als ein Vordenker der Stadtplanung. Er entwarf Dunbar’s Close Garden, um seiner Idee eines Netzwerks kleiner, öffentlicher Gärten in Edinburgh zu verwirklichen. Im Laufe der Jahre geriet der Garten in Vergessenheit und verwilderte. In den 1970er Jahren war das Areal fast vollständig überbaut, und der wenige noch unbebaute Raum war vollständig verwahrlost. Der Mushroom Trust erwarb das Gelände 1975 und ließ den Garten 1978 durch den Landschaftsarchitekten Seamus Filor im Stil des 17. Jahrhunderts wiederherstellen. Dieser hatte bereits einen formalen Garten für die Royal Botanic Gardens in Kew entworfen. Nach Abschluss der Arbeiten machte der Trust das Areal der Stadt zum Geschenk. Pflege und Verwaltung werden heute gemeinsam durchgeführt. In den Jahren 2007 und 2012 wurden einige Abteilungen des Gartens neu bepflanzt.

## Beschreibung

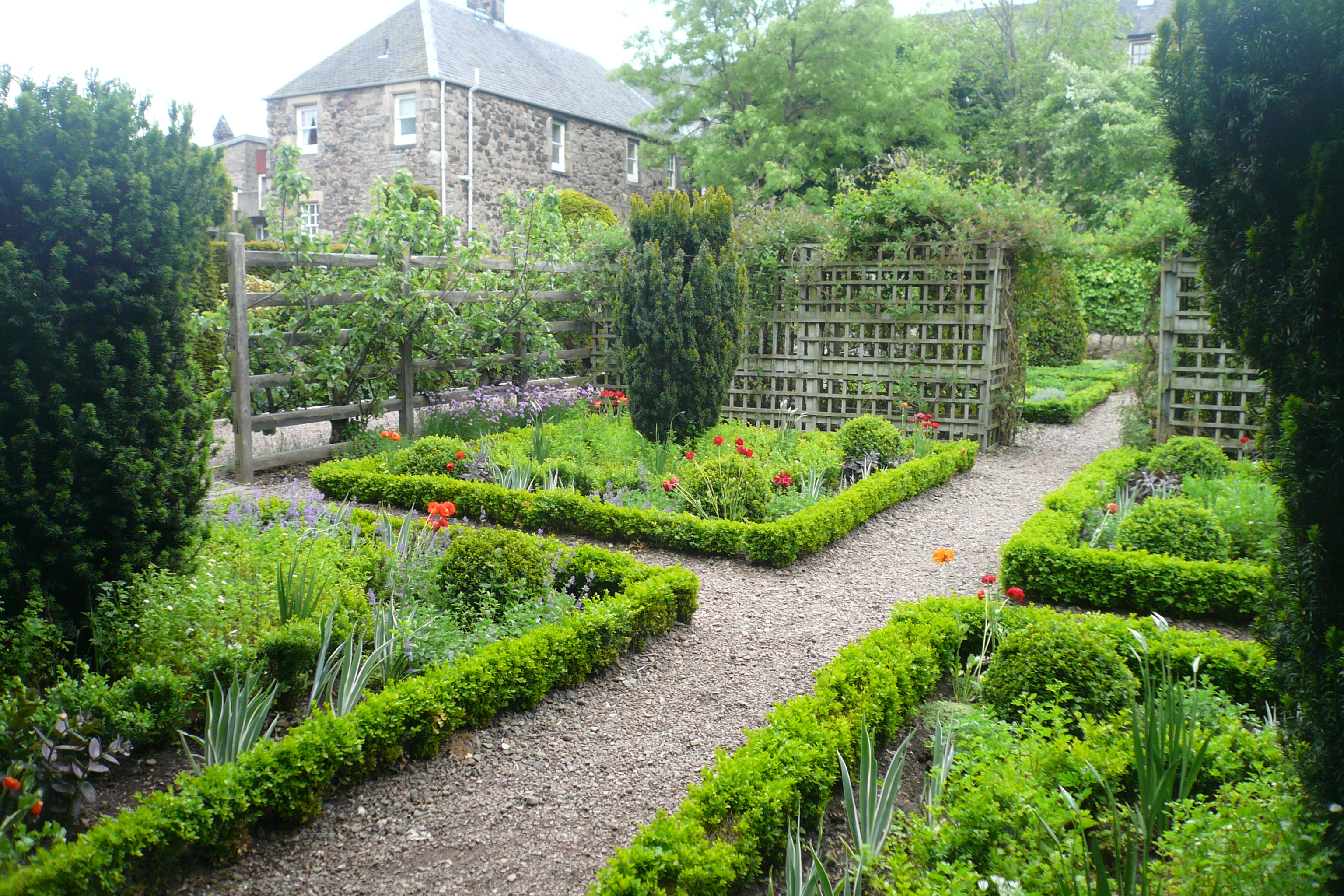
Beete mit Zwergbuchs-Einfassungen

Das Grundstück hat einen schmalen, rechteckigen Zuschnitt. Der 3035 Quadratmeter (¾ Acre) große Garten ist allseitig von einer Mauer umgeben oder von Gebäuden begrenzt. An seiner östlichen Seite stehen zwei Häuser aus dem 18. Jahrhundert, das Cadell House sowie das Panmure House, Wohnhaus des Ethikers und Aufklärers Adam Smith von 1772 bis 1790.
Das schmale Gartengrundstück gliedert sich in acht Rechtecke unterschiedlicher Größe und Gestalt. Jeder dieser kleinen Teilgärten enthält ein individuell gestaltetes Gartenparterre. Die Beete sind überwiegend mit Einfassungen aus Zwergbuchs bepflanzt und reichhaltig, teilweise ornamental ausgestaltet. Einige ältere Einzelbäume wurden in den formalen Gesamtentwurf frei einbezogen.
Der kleine Garten nimmt mit seinen geometrischen Formen die Muster der Hausgärten entlang der Royal Mile des 17. Jahrhunderts auf, deren langgestreckte Grundstücke eine extrem kleinteilige Gestaltung erforderten. Der Pflanzenbesatz entspricht weitgehend der historischen Ausstattung. So finden sich in Form geschnittene Elemente aus Buchsbaum, Eibe und Kirschlorbeer. Nutzpflanzen wie Apfel- und Kirschbäume gehören ebenso zur Bepflanzung wie einige Exemplare der Stechpalme. Neben den geometrisch angelegten Kompartimenten gibt es auch zwei „Wildgärten“ (mit extensivierter Pflege) in landschaftlichem Stil.